# Рафалов (Сперижский сельсовет)
Рафалов (бел. Рафалаў) — упразднённый посёлок в Брагинском районе Гомельской области Беларусь. Входил в состав Сперижского сельсовета.
После катастрофы на Чернобыльской АЭС и радиационного загрязнения жители (16 семей) переселены в 1986 году в чистые места.

## География

### Расположение
В 8 км на юго-запад от Брагина, 25 км от железнодорожной станции Хойники (на ветке Василевичи — Хойники от линии Калинковичи — Гомель), 129 км от Гомеля.

## Транспортная сеть
Транспортные связи по просёлочной, затем автомобильной дороге Комарин — Брагин.
Планировка состоит из короткой прямолинейной улицы широтной ориентации, застроенной деревянными домами усадебного типа.

## История
Основан в начале 1920-х годов переселенцами из соседних деревень на бывших помещичьих землях. В 1931 году организован колхоз. В 1959 году входил в состав колхоза имени М. И. Калинина (центр — деревня Глуховичи).
С 5 февраля 2005 года исключён из данных по учёту административно-территориальных и территориальных единиц.

## Население

### Численность
- 1986 год — жители (16 семей) переселены

### Динамика
- 1959 год — 116 дворов (согласно переписи)
- 1986 год — жители (16 семей) переселены